# Étang de Célac
L'étang de Célac est un étang de la commune de Questembert (Morbihan), d'une superficie de 2 hectares. Il est amené à disparaître et à devenir une zone humide.

## Localisation
Il est situé à l'ouest de Questembert, au bord de la route d'Elven et en contrebas du lycée de Questembert. Il est alimenté par la rivière Saint-Éloi, appelée localement le Tohon. L'étang mesure environ 350 m de longueur.

## Histoire

### Création
L'étang a été creusé à la main en 1924. Le moulin, dont la rivière Saint-Éloi actionnait la roue, a été démoli dans les années 1970. Il appartenait à la seigneurie des Cohignac.

### Remise en état du cours naturel du Tohon
L'étang de Célac est amené à disparaître à la faveur du rétablissement du cours naturel du Tohon. Il s'agit d'une obligation réglementaire. 
Du fait de contestations locales, des concertations avec la population ont été organisées en 2024, notamment pour réfléchir au futur de ce lieu emblématique de la commune.
Les travaux prévoient une mise à sec à l'automne 2024, puis des aménagements paysagers seront effectués en 2025.

## Activités
L'étang et ses abords sont aménagés pour les loisirs, notamment avec le camping municipal. Un restaurant occupe l'ancienne maison d'habitation du meunier du moulin de Célac.

### Pêche
Classé en première catégorie, l'étang de Célac est riche en poissons blancs (gardons, brèmes, rotengles), ainsi qu'en perches et en carpes. La pêche à deux lignes est autorisée.